# Punaspett
Punaspett (Colaptes rupicola) är en fågel i familjen hackspettar inom ordningen hackspettartade fåglar.

## Utseende
Punaspetten känns igen på grå hjässa och beigefärgat ansikte med ett mörkare mustaschstreck (hos hanen rödspetsat). Vidare har den en stor vit fläck på övergumpen och gula spolstreck på vingpennorna som huvudsakligen syns i flykten.

## Utbredning och systematik
Punaspett delas in i tre underarter med följande utbredning:
- Colaptes rupicola cinereicapillus – andinska gräsmarker i södra Ecuador och norra Peru
- rupicola-gruppen
  - Colaptes rupicola puna – centrala och södra Peru
  - Colaptes rupicola rupicola – Bolivia, norra Chile och nordvästra Argentina

Sedan 2014 urskiljer Birdlife International och internationella naturvårdsunionen IUCN underarten cinereicapillus som en egen art, "nordlig punaspett". 

## Levnadssätt
Punaspetten hittas i öppen puna och páramo, ofta nära myrar i söder och kring trädgränsen i norr. Den födosöker mestadels på marken. Arten häckar i hålutrymmen i jordbankar och väggar i gamla hus, ibland i kolonier.

## Status
IUCN bedömer hotstatus för underartsgrupperna (eller arterna) var för sig, båda som livskraftiga.

## Namn
Puna är höglänta gräs- och buskmarker i Anderna i Peru, Bolivia, Argentina och Chile.